# 里白石駅
里白石駅（さとしらいしえき）は、福島県石川郡浅川町大字里白石字宿裏（しゅくうら）にある、東日本旅客鉄道（JR東日本）水郡線の駅である。

## 歴史
- 1934年（昭和9年）12月4日：開業[2]。
- 1946年（昭和21年）
  - 5月31日：この日限りで、旅客取扱区間の制限を廃止[3]。
  - 6月1日：手荷物と小荷物の取り扱いを開始（配達の扱いはなし）[4]。
- 1970年（昭和45年）10月1日：荷物の扱いを廃止[2][5]。無人化[6]。個人商店に乗車券発売を委託した簡易委託駅となる（その後、委託解除）。
- 1975年（昭和50年）11月：駅長事務室を保線作業員の詰所に改装[7]。
- 1987年（昭和62年）4月1日：国鉄分割民営化により、JR東日本の駅となる[2]。
- 1996年（平成8年）：駅舎を改築[1]。

## 駅構造
単式ホーム1面1線を有する地上駅である。待合室があるのみとなっている。ホームと道路との間は段差がない。
水郡線統括センター（常陸大子駅）管理の無人駅である。

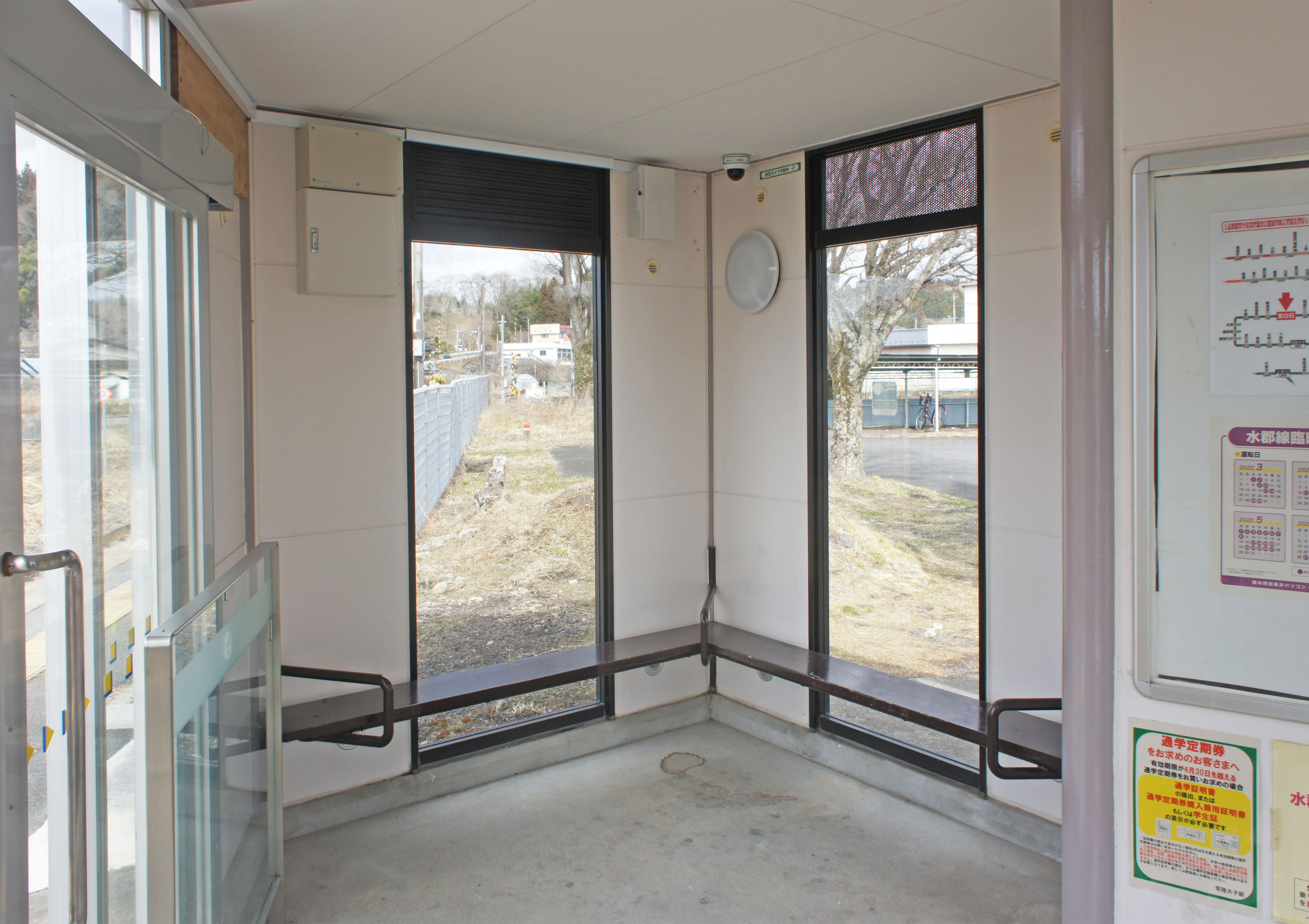
待合室内（2022年3月）
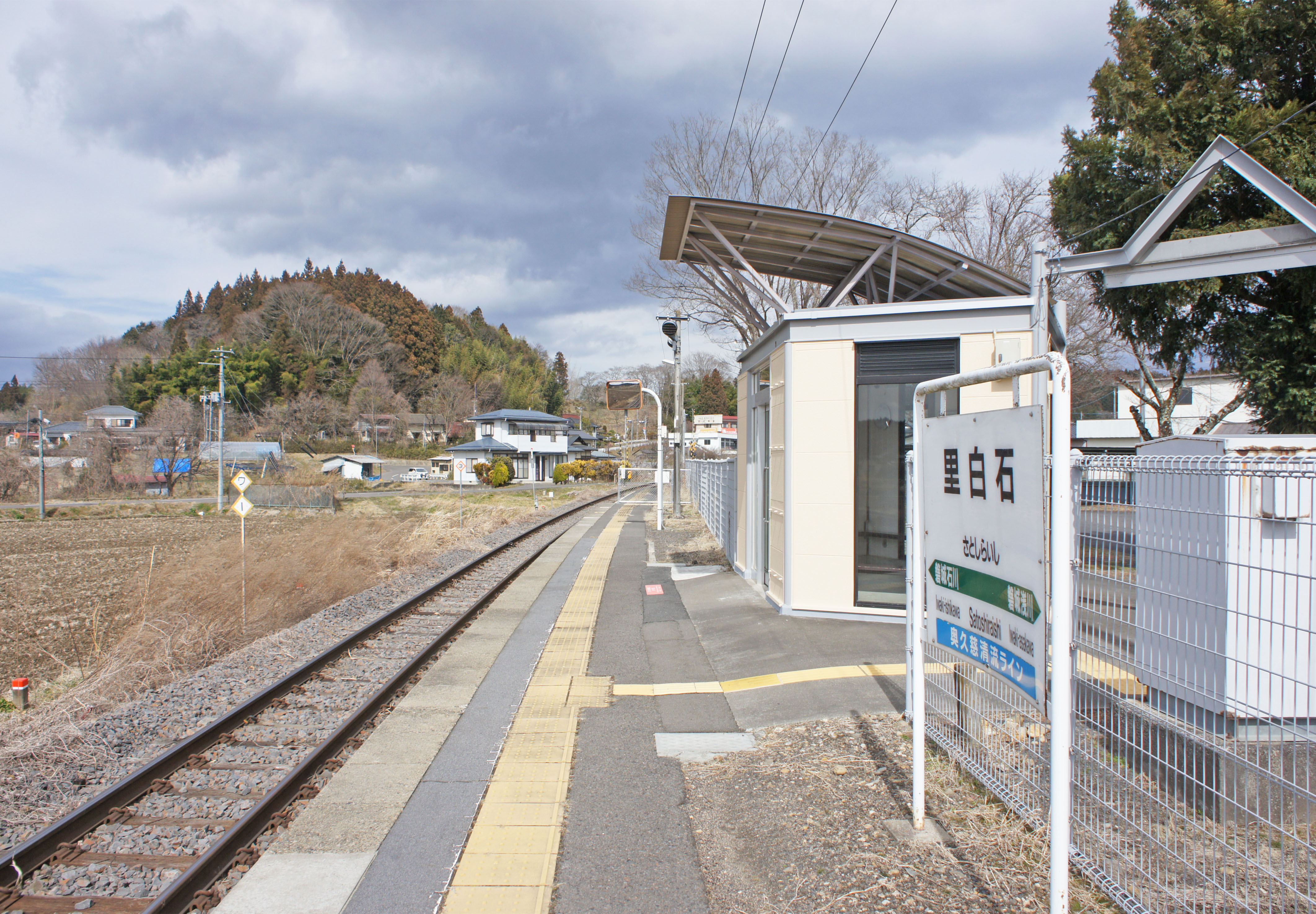
ホーム（2022年3月）

## 利用状況
「福島県統計年鑑」によると、2000年度（平成12年度）- 2004年度（平成16年度）の1日平均乗車人員の推移は以下のとおりであった。
| 乗車人員推移       | 乗車人員推移     | 乗車人員推移 |
| 年度               | 1日平均 乗車人員 | 出典         |
| ------------------ | ---------------- | ------------ |
| 2000年（平成12年） | 77               | [ 8 ]        |
| 2001年（平成13年） | 63               | [ 9 ]        |
| 2002年（平成14年） | 66               | [ 10 ]       |
| 2003年（平成15年） | 60               | [ 11 ]       |
| 2004年（平成16年） | 68               | [ 12 ]       |

## 駅周辺

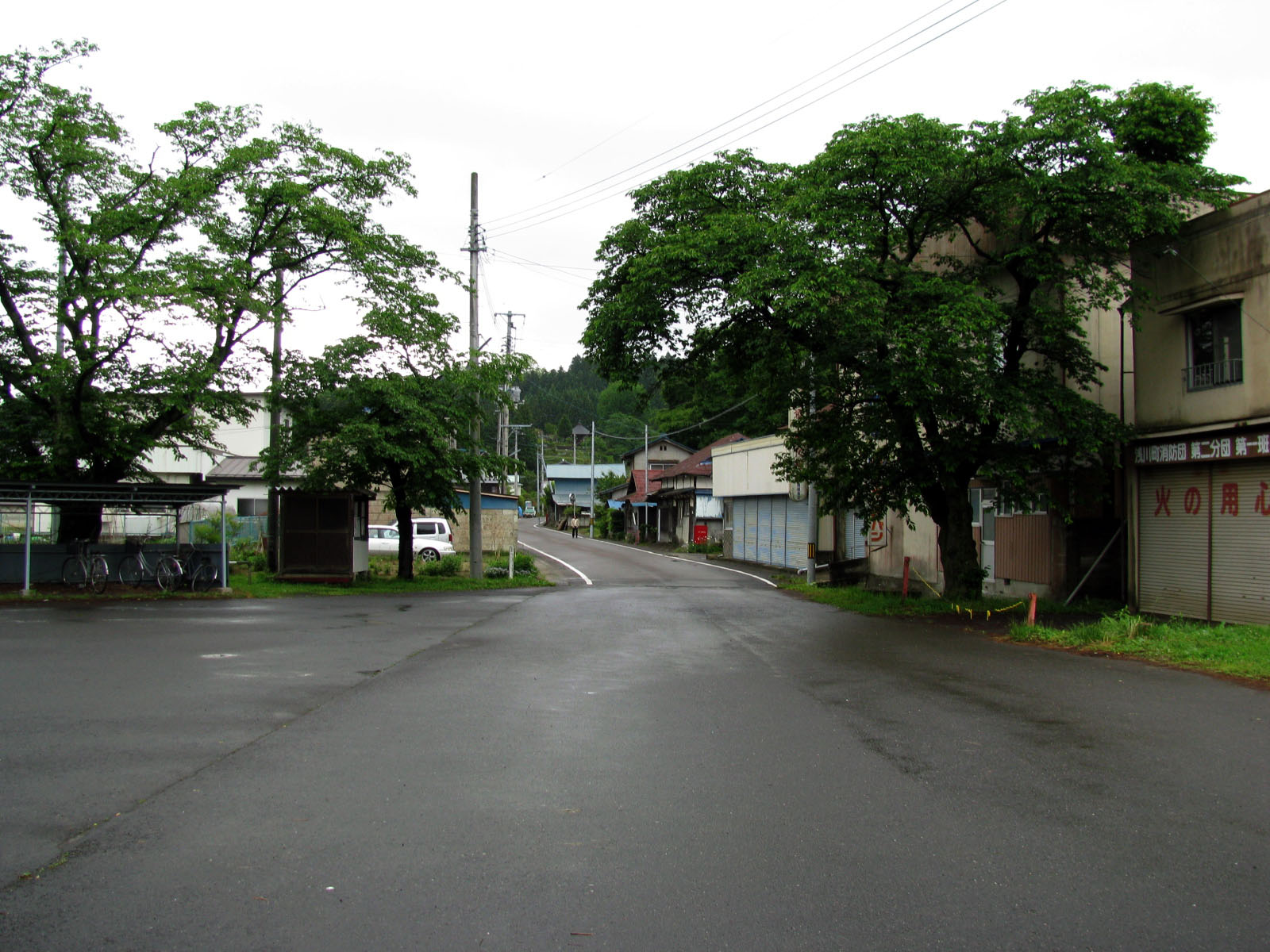
駅前

駅前に商店が数軒ある。
- 国道118号
- 福島県道179号里白石停車場線
- 浅川町立里白石小学校
- 社川

## 隣の駅
東日本旅客鉄道（JR東日本）
■水郡線
磐城浅川駅 - 里白石駅 - 磐城石川駅